# Speed (film, 1936)
Pour les articles homonymes, voir Speed.
Pour plus de détails, voir Fiche technique et Distribution.
Speed est un film américain réalisé par Edwin L. Marin, sorti en 1936.

## Synopsis
À l’usine d'Emery Motors à Los Angeles, Jane Mitchell, nouvellement chargée de la publicité, visite l'entreprise avec Frank Lawson, un ingénieur, et Terry Martin, un pilote d'essai. Terry cherche à perfectionner un nouveau carburateur, avec l'aide de son mécanicien "Gadget" Haggerty. Jane décide de l'aider à son insu.

## Fiche technique
- Titre original : Speed
- Réalisation : Edwin L. Marin
- Scénario : Michael Fessier
- Direction artistique : Cedric Gibbons
- Costumes : Dolly Tree
- Photographie : Lester White
- Son : Douglas Shearer
- Montage : Ben Lewis
- Musique : Edward Ward
- Production : Lucien Hubbard
- Société de production : Metro-Goldwyn-Mayer
- Société de distribution : Loew's Inc.
- Pays de production :  États-Unis
- Langue originale : anglais
- Format : noir et blanc — 35 mm — 1,37:1 — son Mono (Western Electric Sound System)
- Genre : drame
- Durée : 70 minutes
- Date de sortie :
  - États-Unis : 8 mai 1936

## Distribution
- James Stewart : Terry Martin
- Wendy Barrie : Jane Emery, alias Jane Mitchell
- Una Merkel : Josephine Sanderson
- Weldon Heyburn : Frank Lawson
- Ted Healy : Clarence Maxmillian Haggerty, alias Gadget
- Ralph Morgan : M. Dean
- Patricia Wilder (en) : Fanny Lane
- Robert Livingston : George Saunders
- Walter Kingsford : Edward Emery